# Sadkowice (gmina)
Sadkowice (daw. gmina Lubania) – gmina wiejska w województwie łódzkim, w powiecie rawskim. W latach 1975–1998 gmina położona była w województwie skierniewickim.
Siedziba gminy to Sadkowice.

## Położenie
Sadkowice położona jest we wschodniej części województwa łódzkiego. Oddalona jest około 20 km od Rawy Mazowieckiej, siedziby powiatu rawskiego.
Gmina sąsiaduje z województwem mazowieckim. Zajmuje obszar 12 108 ha, który zamieszkuje 6040 mieszkańców. Administracyjnie składa się z 34 wsi, które tworzą 30 sołectw. Gmina posiada dogodne połączenia komunikacyjne umożliwiające sprawny dojazd do ważnych aglomeracji miejskich. Włączona jest do krajowej i międzynarodowej sieci telefonicznej. Działają także trzy przekaźniki telefonii komórkowej: Era GSM w Lewinie, Idea w Kaleniu oraz Plus GSM w Sadkowicach. Część wschodnia gminy posiada sieć wodociągową, w przyszłości władze gminy widzą pilną potrzebę rozbudowy sieci wodociągowej w pozostałej części gminy. Niezbędna jest także kontynuacja budowy kanalizacji. Obecnie w gminie działa jedna oczyszczalnia ścieków o wydajności 20,8 m³ na dobę, która została zbudowana w 1999 roku na potrzeby wsi Kaleń. Po przejęciu przez gminę zadań z zakresu prowadzenia szkolnictwa podstawowego władze gminy ze względu na niedostateczny stan bazy lokalowej jednostek oświatowych postawiły na poprawę warunków nauczania dzieci i młodzieży. W 1998 r. oddano do użytku nowoczesne wybudowane przez gminę Gimnazjum Nr 1 w Lubani. Natomiast w 2001 r. dzieci rozpoczęły nowy rok szkolny w zmodernizowanym budynku Szkoły Podstawowej w Lubani. Obecnie zostały rozpoczęte prace przy kolejnej bardzo dużej inwestycji oświatowej, którą jest rozbudowa Gimnazjum Nr 2 w Sadkowicach. W gminie działają 4 szkoły podstawowe w: Sadkowicach, Lubani, Kłopoczynie i Trębaczewie oraz 2 gimnazja w Sadkowicach i Lubani. Ogółem pobiera naukę 750 uczniów. Działają także przedszkola w Kłopoczynie, Lubani, Trębaczewie i Sadkowicach z dwoma oddziałami: dla dzieci młodszych oraz sześciolatków. W gminie oprócz ww. szkół oraz Przedszkola znajduje się Niepubliczny Zakład Opieki Zdrowotnej w Kaleniu, Oddział Banku Spółdzielczego Ziemi Łowickiej w Sadkowicach, Urzędy Pocztowe w Sadkowicach i w Lubani, Gminna Biblioteka Publiczna w Sadkowicach z Filią w Lubani, Gminny Ośrodek Pomocy Społecznej w Sadkowicach, Stacja Diagnostyczna w Sadkowicach, Stacja Paliw w Trębaczewie, Lecznice weterynaryjne w Sadkowicach i Lubani oraz Punkt Apteczny w Kaleniu.
Według danych z 30 czerwca 2004 gminę zamieszkiwały 5773 osoby.

## Zabytki
Kościół parafialny pw. Dziesięciu Tysięcy Rycerzy Męczenników w Sadkowicach, zbudowany w latach 1884–1886 na miejscu świątyni drewnianej, która spłonęła. Z wyposażenia kościoła na uwagę zasługują: ambona w kształcie łodzi oraz rzeźby wielkiego ołtarza,
Kościół parafialny pw. Przemienienia Pańskiego w Lubani wybudowany w roku 1887 (arch. Konstanty Wojciechowski), na miejscu świątyni drewnianej, wystrój neogotycki,
Kościół parafialny pw. św. Stanisława Biskupa i Męczennika w Lewinie, zbudowany w XVII w. z drzewa modrzewiowego. Ołtarz główny Matki Boskiej Łaskawnej Lewińskiej z XVII w., dwa obrazy z XVIII w.: bpa Męczennika i św. Antoniego, ambona z 1630 r. Dwa dzwony: jeden większy „Stanisław” z 1892 r. ważący ponad 120 kg, drugi „Michał” ważący 80 kg. Wnętrze kościoła odrestaurowano pod koniec lat osiemdziesiątych XX wieku.
Zespół pałacowo–parkowy w Kaleniu: pałac klasycystyczny wybudowany ok. 1859 r., odrestaurowany w 1990 r., dobrze zachowany, budynek murowany z portykiem kolumnowym od wschodu, półkolistymi wykuszami od południa i zachodu oraz okrągłą wieżą przy narożniku północno-zachodnim. Wokół pałacu zabytkowy park krajobrazowy ze stawami i aleją wjazdową. Własność prywatna.
Na uwagę zasługują także dwory wraz z parkami i alejami zabytkowymi w Bujałach (dwór z ok. 1890 r.), Zabłociu (dwór z 1890 r.), Paprotni (dwór z ok. 1820 r.) i Jajkowicach (dwór z ok. 1820 r.) oraz aleja lip w Bujałach zaliczona do pomników przyrody.

## Struktura powierzchni
Według danych z roku 2002 gmina Sadkowice ma obszar 121,08 km², w tym:
- użytki rolne: 89%
- użytki leśne: 6%

Gmina stanowi 18,73% powierzchni powiatu.

## Rezerwaty przyrody
Na terenie gminy znajduje się rezerwat przyrody Trębaczew chroniący las sosnowo-dębowy z udziałem modrzewia polskiego.

## Demografia
Dane z 30 czerwca 2004:
| Opis                              | Ogółem | Ogółem | Kobiety | Kobiety | Mężczyźni | Mężczyźni |
| --------------------------------- | ------ | ------ | ------- | ------- | --------- | --------- |
| jednostka                         | osób   | %      | osób    | %       | osób      | %         |
| populacja                         | 5773   | 100    | 2807    | 48,6    | 2966      | 51,4      |
| gęstość zaludnienia (mieszk./km²) | 47,7   | 47,7   | 23,2    | 23,2    | 24,5      | 24,5      |

Miejscowości bez statusu sołectwa: Nowe Lutobory, Szwejki Wielkie, Władysławów.

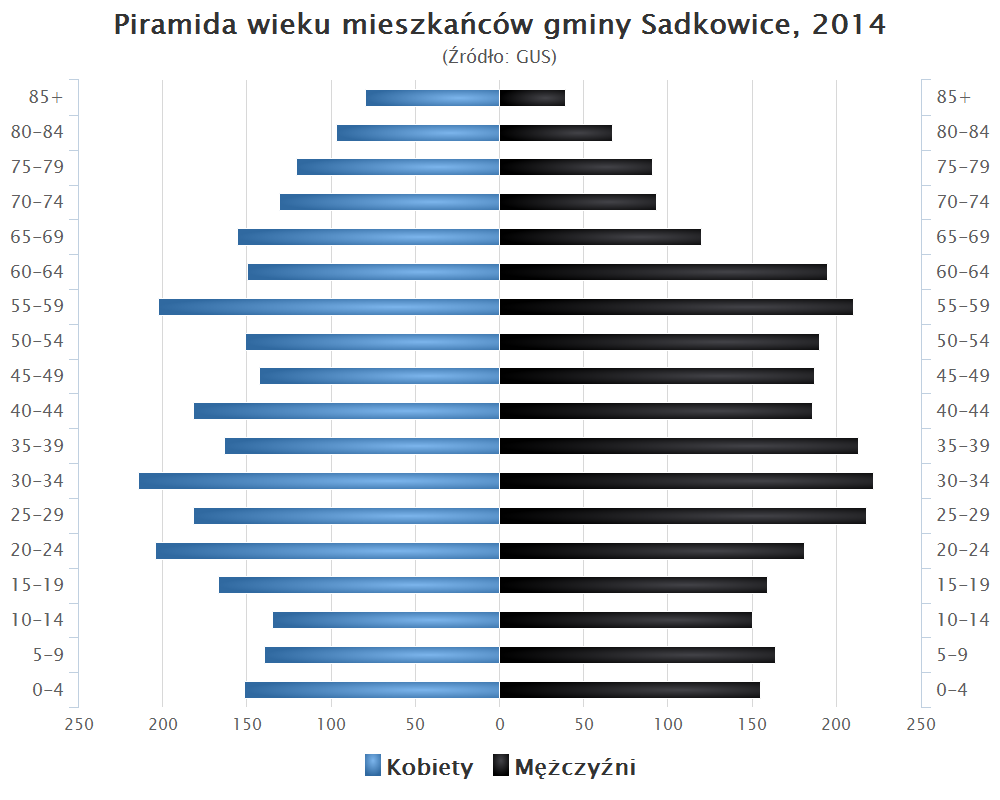
Piramida wieku mieszkańców gminy Sadkowice w 2014 roku

## Sąsiednie gminy
Biała Rawska, Błędów, Mogielnica, Nowe Miasto nad Pilicą, Regnów